# دی‌آلیل دی‌سولفید
دی‌آلیل دی‌سولفید (به انگلیسی: Diallyl disulfide) با فرمول شیمیایی C۶H۱۰S۲ یک ترکیب شیمیایی با شناسه پاب‌کم ۱۶۵۹۰ است. که جرم مولی آن ۱۴۶٫۲۸ g/mol می‌باشد. شکل ظاهری این ترکیب، مایع شفاف زرد with an intense garlic smell است.